# جزيرة تالانغو الشرقية
جزيرة تالانغو الشرقية وهي جزيرة من جزر إندونيسيا، وتقع ضمن جزر سومينيب في إقليم جاوة الشرقية.